# حارب السعدي
حارب جميل السعدي (مواليد 1 فبراير 1990) لاعب كرة قدم عماني. يجيد اللعب في مركز خط الوسط مع منتخب عمان الوطني .

## مسيرته الإحترافية
مثل أندية السويق وصحم وبعد تألقه في كأس الخليج 23 في الكويت وقع مع نادي الجزيرة الإماراتي و لعب بعدها مع نادي ظفار ونادي الخور القطري.

## روابط خارجية
- حارب السعدي على موقع قاعدة بيانات كرة القدم.إي يو (الإنجليزية)
- حارب السعدي على موقع ناشيونال فوتبول تيمز (الإنجليزية)
- حارب السعدي على موقع Soccerway.com (الإنجليزية)
- حارب السعدي على موقع كووورة